# Niederhermersdorf
Niederhermersdorf war eine Gemeinde in Sachsen, die 1934 mit dem benachbarten Oberhermersdorf zur Gemeinde Adelsberg vereinigt wurde, dem heutigen Chemnitzer Stadtteil Adelsberg.

## Lage
Niederhermersdorf lag am Oberlauf des Gablenzbaches am heutigen Chemnitzer Südring bis hinauf zur heutigen Adelsberger Zeile auf rund 360 m bis über 400 m.

## Geschichte
Erstmals erwähnt wurde der Ort als Hermanstorf im Jahre 1331, während das benachbarte Oberhermersdorf als „Oberhermsdorff“ bereits 1290 in den Urkunden auftauchte. Beide Orte bildeten mit Adelsdorf und Altdorf eine Kirchgemeinde, wobei der Ort Adelsdorf und die gleichnamige Anhöhe auf den Besitz dieses Gebietes durch die Adelsgeschlechter der von Schellenberg und der von Erdmannsdorff hinweist. Die Siedlungen Altdorf und Adelsberg fielen bereits im Mittelalter wüst, ihre Bewohner zogen in die Talsiedlungen Nieder- und Oberhermersdorf. Im Jahr 1290 kaufte das Chemnitzer Benediktinerkloster für 32 Mark Silber die Kirchgemeinde samt den Wüstungen Altdorf und Adelsberg den Herren von Erdmannsdorf ab. Aufgrund der Nähe zur Stadt Chemnitz wurde 1331 den Bewohnern Ober- und Niederhermsdorf im Rahmen des Meilenrechts verboten, dass sich dort Brauer oder Schankwirte niederließen. Ab 1438 besaß Niederhermsdorf ein eigenes Lehngericht. 1474 taucht die Bezeichnung Adelsberg erstmals in einem Gesuch zweier Bergleute an den sächsischen Kurfürsten, dort nach Erz graben zu dürfen, auf.
Mit Einführung der Reformation kamen Ober- und Niederhermsdorf zum Amt Chemnitz, das städtische Kloster wurde säkularisiert. Im Dreißigjährigen Krieg hatte die Gemeinde vor allem unter dem Holkschen Korps zu leiden, das ab 1632 die Gegend unsicher machte. Felder und Ernten wurden verwüstet, Hunger und Pestepidemien waren die Folge, an der in Ober- und Niederhermsdorf 146 Menschen starben. Auch der Siebenjährige Krieg brachte wieder Not und Elend mit sich.
1775 wurde eine erste Feuerwehr eingerichtet, im gleichen Jahr ein Schulhaus erbaut. Im Oktober 1813 war die Gegend Schauplatz von Kriegshandlungen, als die napoleonischen Truppen, von Mittweida kommend, den südwärts fliehenden Österreichern nachsetzten. Seit 1839 gab es in Niederhermersdorf einen Gemeinderat. 1856 kam die Gemeinde zum Gerichtsamt Chemnitz, 1875 zur Amtshauptmannschaft Chemnitz. 1886 wurde auf dem Adelsberg ein Gasthof erbaut, zu dem der markante, 20 Meter hohe Adelsbergturm gehörte. 1905 beschloss der Gemeinderat die Einführung einer Straßenbeleuchtung mit Gaslaternen, seit 1912 verfügte der Ort über einen Anschluss an das Stromnetz. 1927 wurde ein Rathaus errichtet, im selben Jahr wie in Oberhermersdorf. Das vormalige Schützenhaus wurde seit jenem Jahr als Jugendherberge genutzt. Seit 1930 war Niederhermersdorf von Chemnitz aus mit Stadtbussen zu erreichen.
Der Zusammenschluss von Nieder- und Oberhermersdorf zur Gemeinde Adelsberg wurde am 8. Dezember 1933 im Gasthof Felsenkeller beschlossen und trat am 1. April 1934 in Kraft. Adelsberg wurde 1950 nach Chemnitz eingemeindet.

### Einwohnerentwicklung
| Jahr/Datum | Einwohner                                 |
| ---------- | ----------------------------------------- |
| 1548/51    | 18 besessene Mann; 1 Häusler; 31 Inwohner |
| 1764       | 19 besessene Mann; 10 Häusler             |
| 1834       | 301                                       |
| 1871       | 641                                       |
| 1890       | 816                                       |
| 1910       | 1.375                                     |
| 1925       | 1.703                                     |
| 1934       | 2.225                                     |